# Омбјења
Омбјења (фр. Ambiegna) је насељено место у Француској у региону Корзика, у департману Јужна Корзика.
По подацима из 2011. године у општини је живело 63 становника, а густина насељености је износила 10,29 становника/km².

## Демографија
| 1962. | 1968. | 1975. | 1982. | 1990. | 2011. |
| ----- | ----- | ----- | ----- | ----- | ----- |
| 89    | 89    | 79    | 59    | 48    | 63    |